# Miktoniscus vandeli
Miktoniscus vandeli är en kräftdjursart som beskrevs av Bonnefoy 1945. Miktoniscus vandeli ingår i släktet Miktoniscus och familjen Trichoniscidae. Inga underarter finns listade i Catalogue of Life.